# DuPontův model
DuPont model je vztah, který se využívá ve fundamentální analýze pro rozklad ukazatele návratnosti na čistá provozní aktiva. Jméno pochází od společnosti DuPont, která je začala používat ve 20. letech 20. století.

## Ukazatele provozní ziskovosti
Návratnost na provozní aktiva (angl. zkratka RNOA) může být spočítána vztahem:
{\displaystyle {\mbox{RNOA}}={\frac {\mbox{Provozní zisk (po dani)}}{\mbox{Čistá provozní aktiva}}}}
DuPont model jde ale v rozkladu činitelů, které řídí RNOA, ještě o úroveň níže, a protože můžeme provozní ziskovou marži vyjádřit (PM) jako:
{\displaystyle {\mbox{PM}}={\frac {\mbox{Provozní zisk (po dani)}}{\mbox{Tržby}}}}
a obrat aktiv (angl. zkratka ATO - asset turnover) můžeme vyjádřit jako:
{\displaystyle {\mbox{ATO}}={\frac {\mbox{Tržby}}{\mbox{Čistá provozní aktiva}}}}
kde obrat aktiv zobrazuje zisk z prodeje na jednu korunu čistých provozních aktiv. Měří tedy schopnost čistých provozních aktiv generovat tržby,
pak definujeme DuPont model jako:
{\displaystyle {\mbox{RNOA}}={\frac {\mbox{Provozní zisk (po dani)}}{\mbox{Tržby}}}*{\frac {\mbox{Tržby}}{\mbox{Čistá provozní aktiva}}}={\mbox{ATO}}*{\mbox{PM}}}
tedy návratnost na provozní aktiva můžeme vyjádřit jako součin provozní marže a obratu aktiv. Návratnost je větší, čím více korun zůstane v provozním zisku a je větší čím více tržeb je generováno čistými provozními aktivy. První zmíněný činitel je ukazatelem ziskovosti a druhý je ukazatelem efektivnosti. Tedy firma generuje zisky zvyšováním marže a může zvýšit marže také efektivním používáním provozních aktiv a provozních pasiv ke zvětšování svých tržeb.
Z DuPont modelu také vyplývá, že firma, potažmo celé odvětví, nemůže mít zároveň marže i obrat aktiv vysoký. Pokud má, pak se jedná o specifickou situaci (např. monopol nebo nové, nekonsolidované, odvětví s abnormálním růstem). Taková situace není stabilní v dlouhém období, protože přitahuje další firmy, které chtějí abnormálních zisků využít.